# NK Nafta Lendava
NK Nafta Lendava war ein slowenischer Fußballverein aus Lendava. Der Verein spielte zuletzt in der Druga Slovenska Nogometna Liga.

## Geschichte
Der 1903 gegründete Verein ist einer der ältesten slowenischen Vereine. Während der Zugehörigkeit zu Jugoslawien spielte Nafta in der ersten Saison der 1. jugoslawischen Fußballliga 1946/47 als einziger slowenischer Verein erstklassig.
In der ersten Liga Sloweniens spielte er zwischen 1991 und 1993 sowie 2005 und 2012 erneut, nachdem er zwischenzeitlich in der Saison 2003/04 nur in der dritten Liga auflief. Nach der Saison 2011/12 stieg der Verein jedoch als Tabellenletzter in die zweite Liga ab. Die beste Platzierung des Vereins war Rang 6 in der Saison 2009/10. Kurz nach dem Abstieg ging der Verein Bankrott und wurde aufgelöst. Der neugegründete Nachfolgeverein, welcher im August 2012 als ND Lendava 1903 gegründet wurde, hatte zunächst nur Jugendteams. 2017 ist der Verein, der mittlerweile unter dem Namen NK Nafta 1903 firmiert, in die 2. Liga zurückgekehrt.